# Santuari de la Mare de Déu de l'Ajuda
|  | Per al santuari homònim de Barcelona, vegeu Capella de la Mare de Déu de l'Ajuda |

El Santuari de la Mare de Déu de l'Ajuda és una església situada als afores de Balenyà (Osona) inclosa a l'Inventari del Patrimoni Arquitectònic de Catalunya.

## Història
És citada el 955 amb la vila rural Balagnans, i es va consagrar el 1083. El 1654, l'església fou incendiada pels francesos i se'n reconstruí el portal.
Ha tingut noms tan diversos com Santa Maria de les Dones (segle xii) o de la Bona Sort (segle xvii). El nom actual es troba des del 1775, quan la població venia a demanar a la Verge protecció en cas d'una epidèmia de pesta. Actualment, s'hi diu missa setmanalment i és freqüent trobar-hi de visita bastants feligresos.

## Descripció
De planta rectangular amb quatre capelles a banda i banda, i volta és de creueria, és un compendi d'estils, des del romànic llombard, en bona part del campanar o de la façana, fins al barroc en les pintures de l'altar major. El portal és de gust renaixentista.
Hi ha una pica baptismal de pedra i conserva una bona part dels murs aixecats i del campanar, en el que s'afegí un nou pis al segle xv.

## Galeria

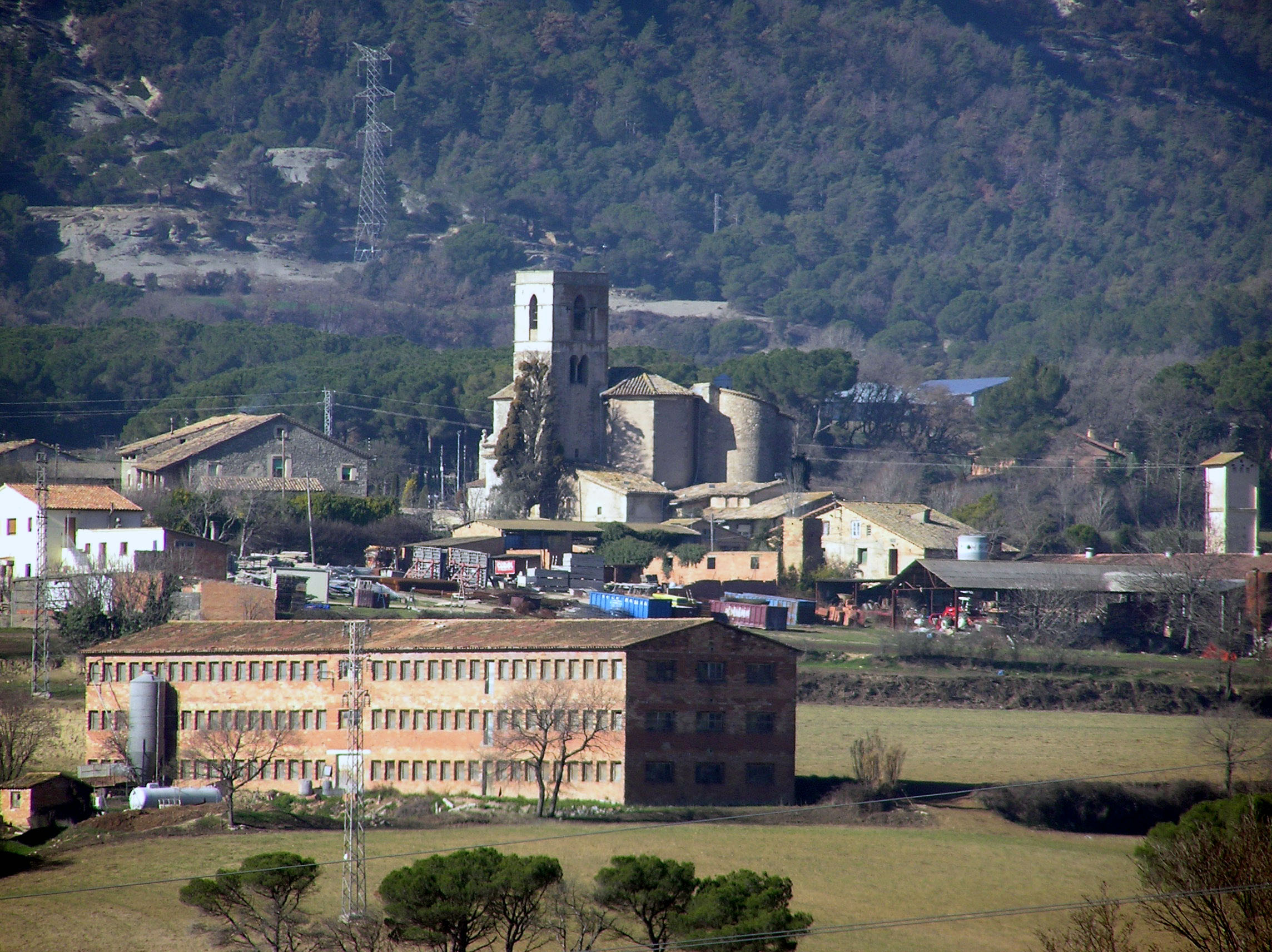
Vista des de Balenyà
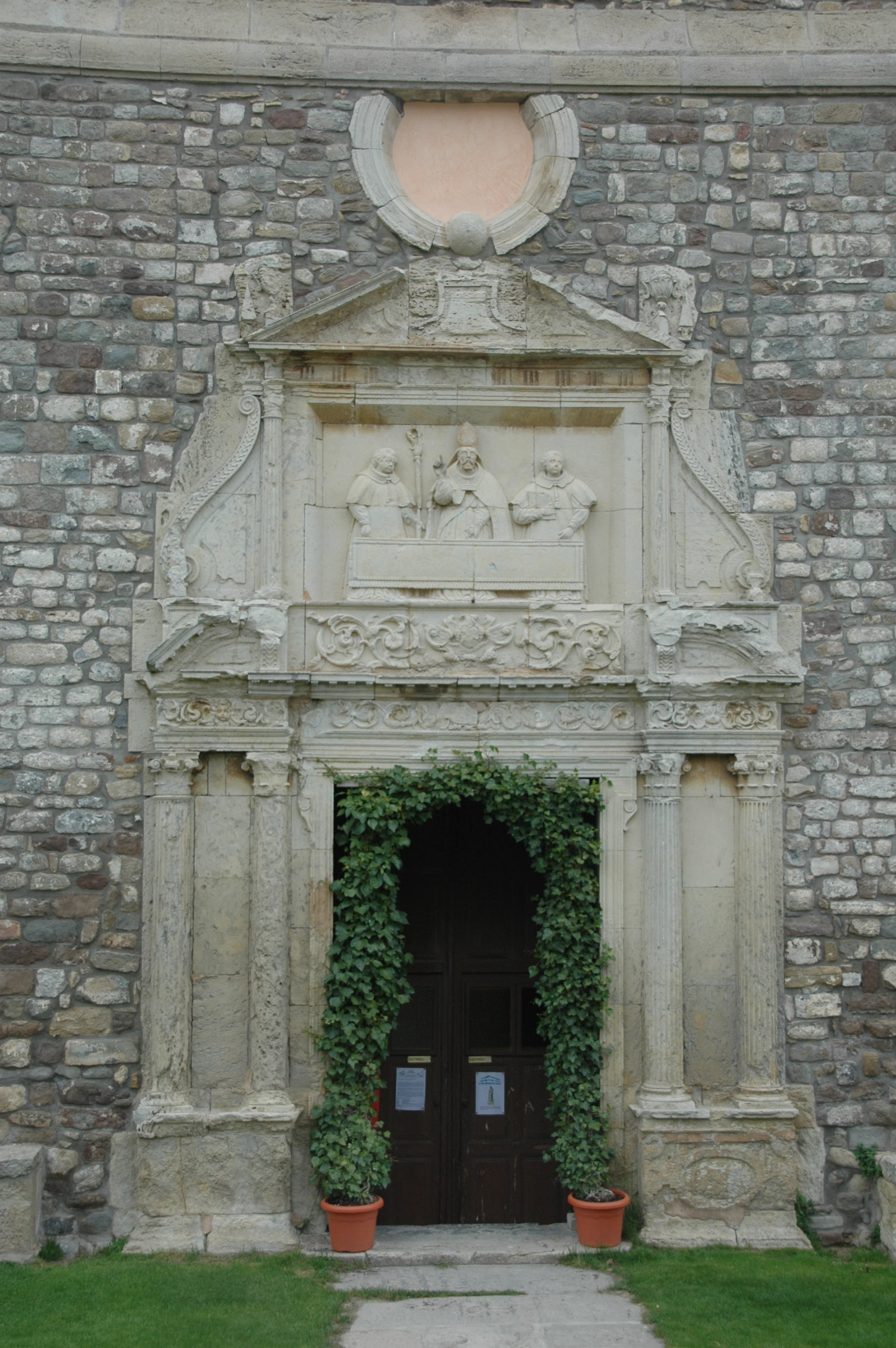
Porta d'entrada